# تورموشنگسا (بوتان)
تورموشنگسا (به لاتین: Tormoshangsa) یک منطقهٔ مسکونی در بوتان (کشور) است که در Lhuntse District واقع شده‌است.